# Columbia Electric Coach
Columbia Electric Coach – elektryczny samochód osobowy wyprodukowany przez amerykańskie przedsiębiorstwo motoryzacyjne Columbia Automobile w roku 1899.

## Dane techniczne Columbia Electric Coach

### Silnik
- 44 ogniwa akumulatorowe[1]
- Układ zasilania: b.d.
- Średnica cylindra × skok tłoka: b.d.
- Stopień sprężania: b.d.
- Moc maksymalna: 2 KM (1,49 kW)[1]
- Maksymalny moment obrotowy: b.d.

### Osiągi
- Przyspieszenie 0–80 km/h: b.d.
- Przyspieszenie 0–100 km/h: b.d.
- Prędkość maksymalna: 24 km/h[1]